# Mars Mullo
Mars Mullo est un dieu gallo-romain possédant des sanctuaires dans l’Ouest de la France, notamment à Craon, Nantes, Rennes et Allonnes. À Rennes son nom apparaît dans un important dossier épigraphique témoignant des structures municipales de la cité des Riedones, en particulier de son organisation en pagi et résultant d'un don de Titus Flavius Postuminus, notable local, à sa cité.
Un sanctuaire consacré à Mars Mullo a été découvert à La Chapelle-des-Fougeretz dans les années 1990 grâce aux photographies aériennes et fouillé par l’INRAP depuis 2002. Les fouilles ont permis la découverte de milliers d’artefacts, dont des monnaies datant du règne d’Auguste ainsi que des armes, dont des épées de cavaliers. Une nécropole tardive d’une quarantaine de tombes montre que le site, alors situé sur la route entre  Condate et la capitale de l’Armorique, Corseul, a été occupé jusqu’au Ve siècle.
Les attributions et les fonctions de ce dieu d'origine gauloise sont totalement inconnues et ce malgré les nombreuses recherches effectuées. En 1994, un fragment de céramique (bol sigillé de type Drag. 28) mis au jour dans la Loire dévoile une inscription au « dieu invincible Mullo ». Cette découverte élargit le territoire d'implantation connu de la divinité et présente pour la première fois, sur un support autre que lithique, une mention de Mullo qui n'est pas associé au dieu Mars.